# DGC Records
DGC Records (аббревиату́ра от David Geffen Company) — американская звукозаписывающая компания, дочернее подразделение медиахолдинга Interscope Geffen A&M.

## История возникновения
DGC Records был основан в 1990 году в качестве дочернего лейбла звукозаписывающей компании Geffen Records. До 1991 года его дистрибуцией занималась фирма Warner Bros. Records, после чего он был выкуплен компанией MCA Music Entertainment Group. Идея создания лейбла возникла у Дэвида Геффена на волне успеха его основной звукозаписывающей компании Geffen Records, которая в 1980-х выбилась в лидеры отрасли за счёт успехов сотрудничающих с ним хард-рок-исполнителей. Хотя изначально лейбл был сосредоточен на прогрессивном роке и хэви-метале, по ходу десятилетия руководство DGC Records сделало упор на привлечении исполнителей альтернативного рока (за счёт чего став одним из ключевых лейблов этого жанра), таких как Nirvana, Sonic Youth, Hole, Weezer и Бек. Также на этом лейбле были выпущены первые альбомы новаторской альтернативной хип-хоп группы The Roots.
В 1999 году во время глобального объединения звукозаписывающих компаний Universal Music Group и PolyGram было принято решение закрыть DGC Records. Группы, имевшие на тот момент контракты с лейблом, перешли в стан основного подразделения Geffen. В последующие годы название и логотип DGC периодически фигурировали в переизданиях прошлых музыкальных каталогов лейбла. В 2007 году DGC Records был возрождён в качестве дочернего бренда фирмы Interscope Records, за счёт чего на нём стали выпускаться множество альтернативных исполнителей, имевших контракты с холдингом Interscope-Geffen-A&M (включая группы, которые ранее записывались на DreamWorks Records). С момента реактивации лейбла на нём были выпущены альбомы: Weezer, Beck, Counting Crows и Rise Against. В настоящее время DGC Records в партнёрстве с MySpace Records и Lucky Ear Music заключили соглашение на выпуск записей американской инди-исполнительницы Meiko.
На сегодняшний день самым продаваемым альбомом лейбла DGC является диск Nevermind, выпущенный в 1991 году группой Nirvana, общее количество проданных копий которого превышает 25 миллионов по всему миру, причём 10 миллионов из них приходится на Соединённые Штаты. Это один из первых альбомов лейбла, который получил «бриллиантовый» сертификат от Американской ассоциации звукозаписывающих компаний.

## Список исполнителей лейбла
| - The All-American Rejects - All Time Low - Arc Angels - Murray Attaway - Бек - Bivouac - Black Lab - Black Tide - Blink-182 - Boss Hog - Brand New - The Candyskins - Cell - Ceremony - Toni Childs - Ciccone Youth - Coldplay - Counting Crows - Rivers Cuomo - Dashboard Confessional - D.O.E. - Drivin' N' Cryin' - Elastica - Embrace - Enter Shikari - Escape the Fate - Fluorescein - The Freewheelers - froSTed - Galactic Cowboys - Game | - Girls Against Boys - Gutterboy - Ted Hawkins - Hog - Hole - Hunk - Jasper and the Prodigal Sons - Jawbreaker - Jimmy Eat World - King of Kings - Klaxons - Linoleum - Little Caesar - Loud Lucy - Aimee Mann - Meiko - Тёрстон Мур - Nelson - Nirvana - Papa Roach - Pell Mell - Pere Ubu - Pitchshifter - The Posies - Queens of the Stone Age - The Raincoats - Remy Zero - Rev Theory - Rise Against - Tyson Ritter - Kane Roberts | - The Roots - Sammy - 60 Ft. Dolls - Skiploader - Sloan - Slowpoke - Sonic Youth - Southern Culture on the Skids - St. Johnny - Street Drum Corps - The Sugarplastic - Sugartooth - The Sundays - Switches - that dog. - Teenage Fanclub - Terri Nunn - Them Crooked Vultures - TV on the Radio - Urge Overkill - Veruca Salt - Kate Voegele - Billy Joe Walker, Jr. - Warrior Soul - Weezer - White Zombie - Wild Colonials - Wolfmother - Yeah Yeah Yeahs - Yelawolf - Rob Zombie |